# Planetenweg (Minden)

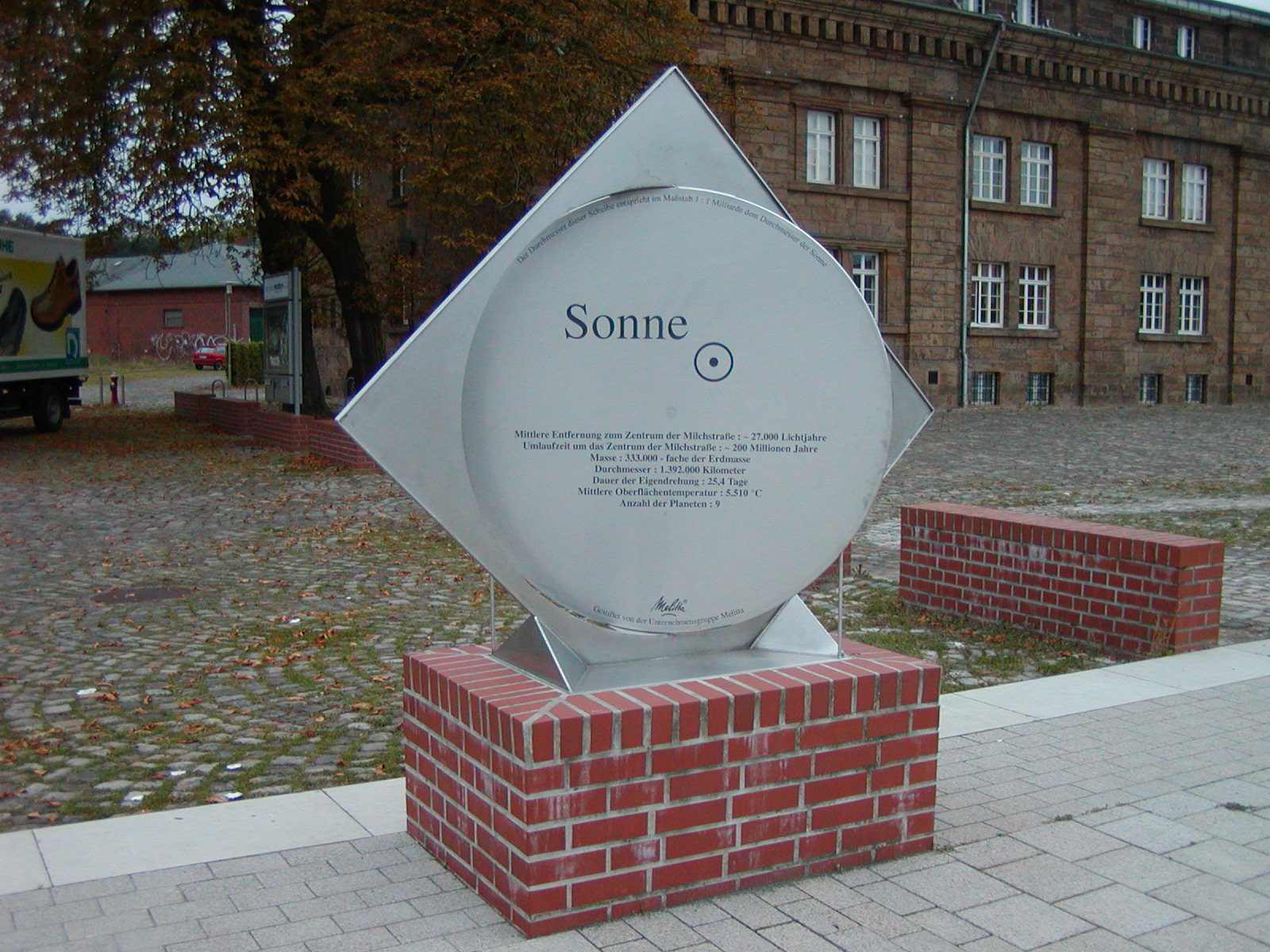
Sonne vor dem Preußen-Museum

Der Planetenweg der Stadt Minden ist ein Planetenweg mit einem Maßstab von 1:1 Milliarde, der 1996 anlässlich des 150. Todestages des 1784 in Minden geborenen Astronomen und Mathematikers Friedrich Wilhelm Bessel gefertigt wurde. Der Planetenweg wurde durch Schüler, Lehrer und Eltern des Besselgymnasiums der Stadt Minden erbaut. Zahlreiche Unternehmen und Einzelpersonen haben die Patenschaft für einzelne Planeten übernommen.
Bei einem Maßstab von 1:1 Milliarde schrumpft die Sonne auf einen Durchmesser von 1,39 m und die Erde auf einen von 1,3 cm. Trotzdem beträgt die Entfernung Sonne-Erde 150 m und die zwischen Pluto und Sonne sogar 6 km.
Der Planetenweg beginnt beim Preußen-Museum, vor dem  sich das Modell der Sonne befindet. Auf dem Simeonsplatz werden die Planeten Merkur, Venus, Erde und Mars passiert. Den Riesenplaneten Jupiter erreicht man im Glacis und die weiteren Gasplaneten Saturn, Uranus und Neptun entlang des Weserradweges. Nach 5,9 km taucht der Zwergplanet Pluto und damit das Ende des Pfades in Todtenhausen am Weserradweg beim Hotel Grashoff auf.
Für jeden der acht Planeten und des Zwergplaneten Pluto werden die mittlere Entfernung von der Sonne, die Umlaufzeit um die Sonne, die Masse relativ zur Erdmasse, der Durchmesser, die Dauer der Eigendrehung sowie die mittlere Oberflächentemperatur und die Zahl der Monde auf runden Scheiben angegeben.

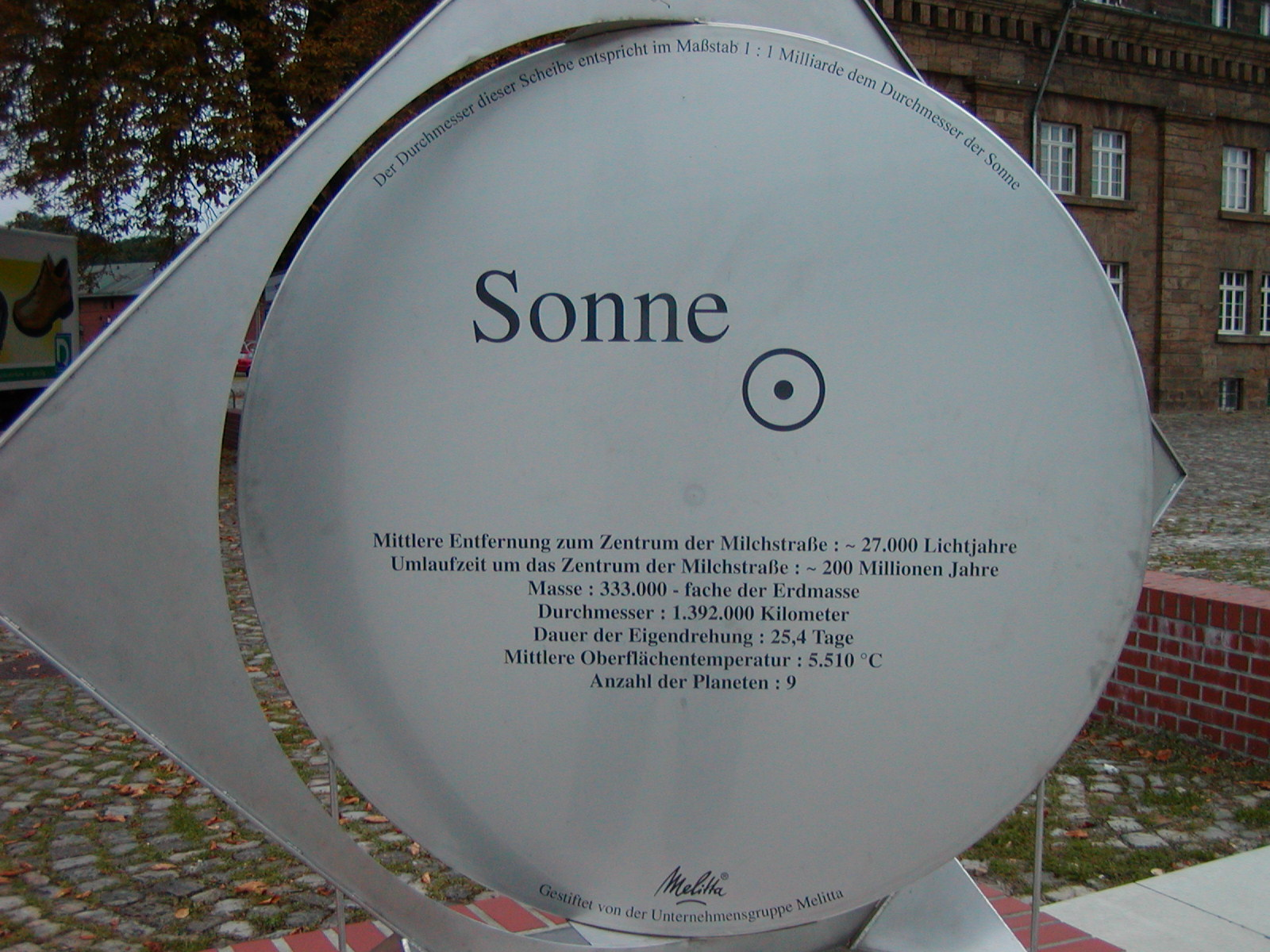
Sonne (Wegstrecken km 0,0)
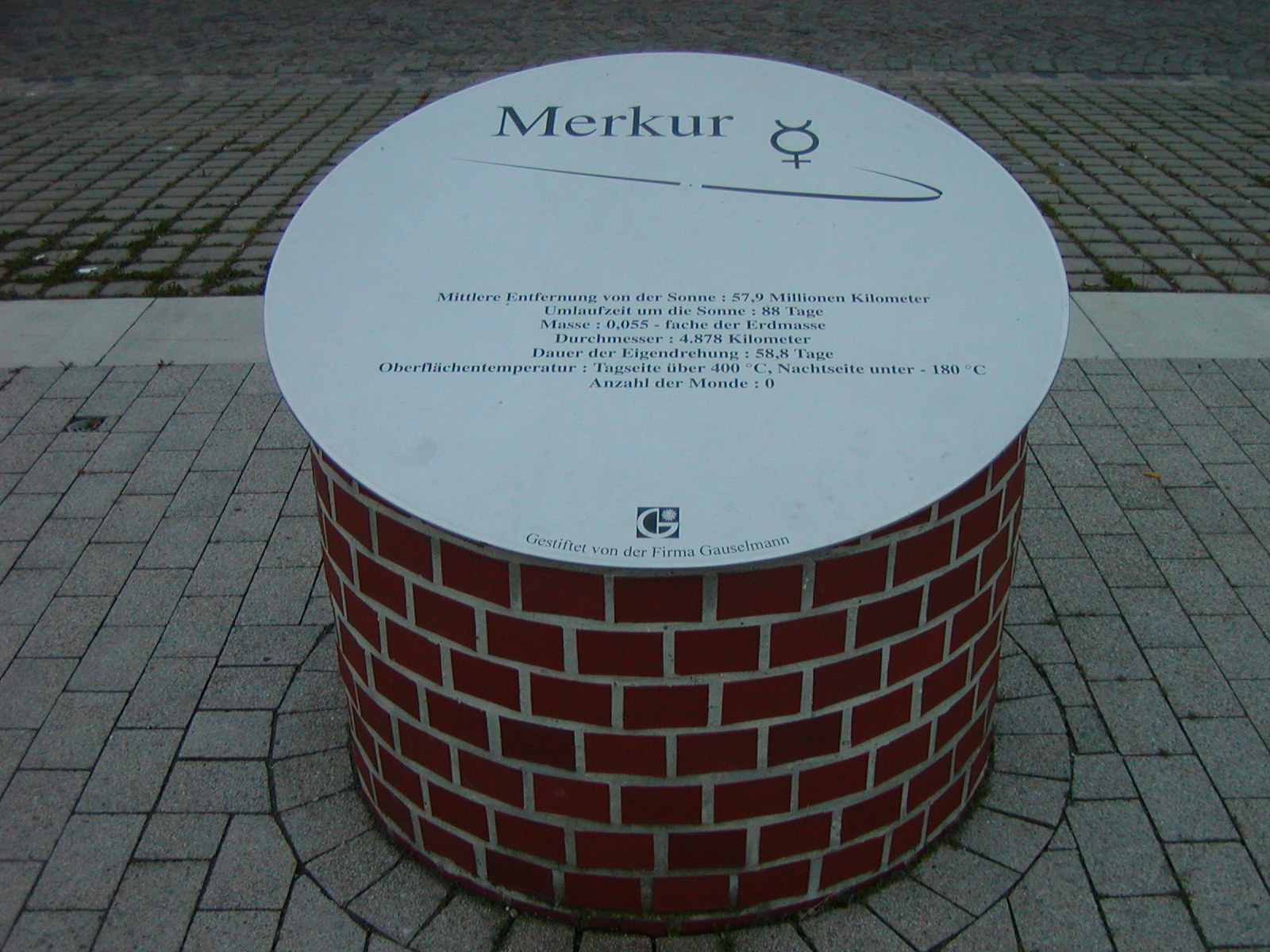
Merkur auf dem Simeonsplatz (Wegstrecken km 0,058)
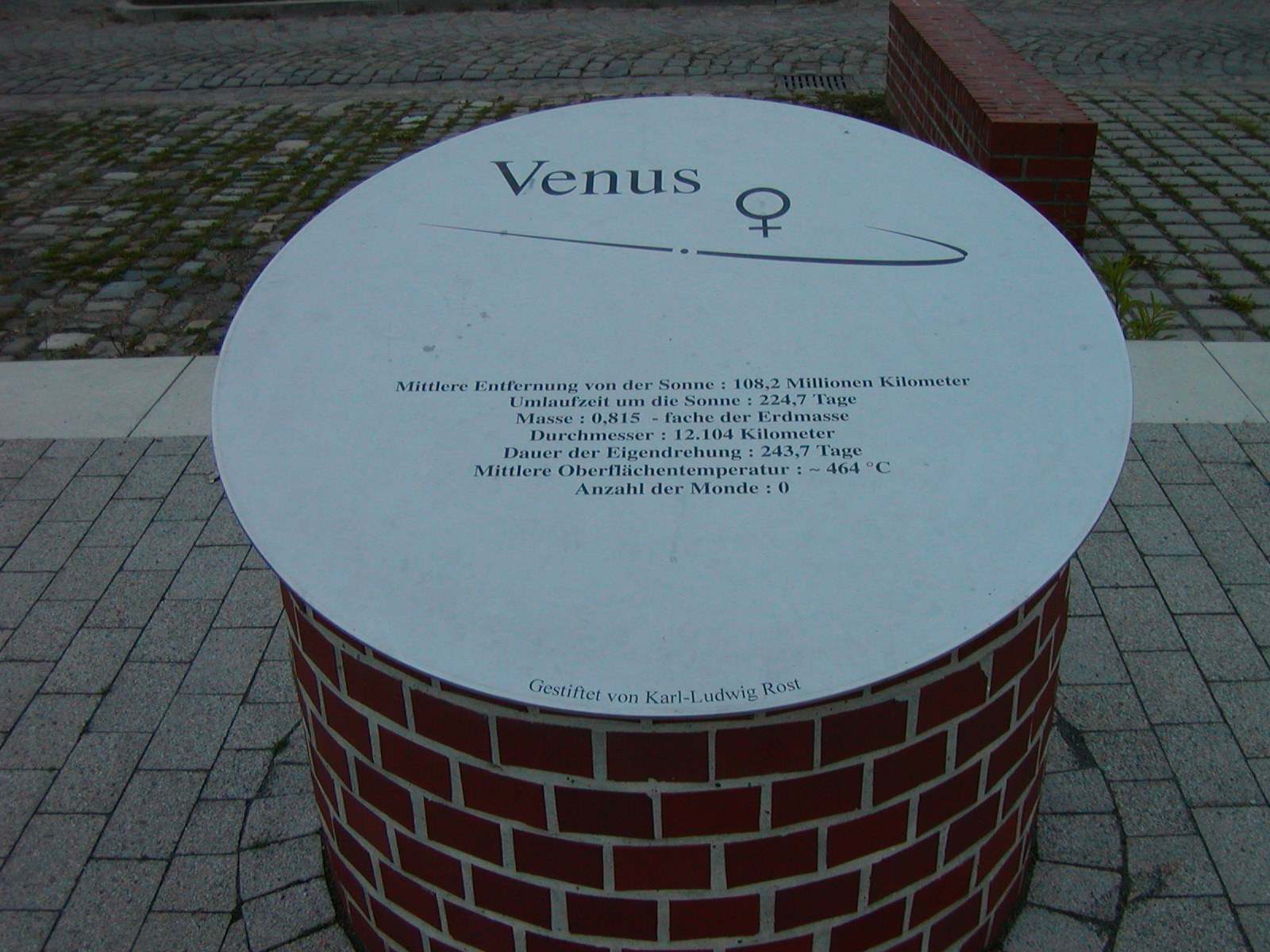
Venus auf dem Simeonsplatz (Wegstrecken km 0,108)
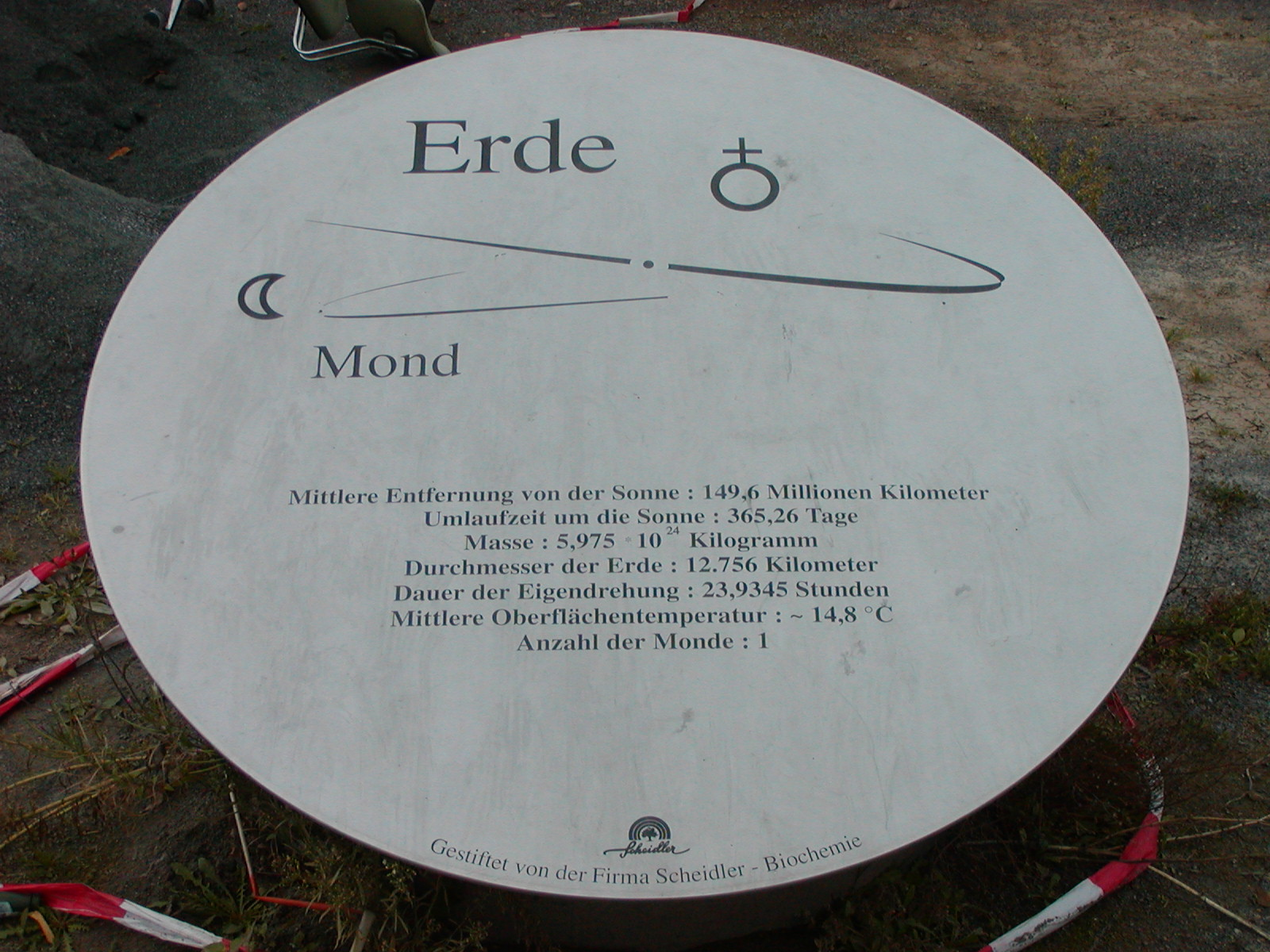
Die Erde auf dem Simeonsplatz (Wegstrecken km 0,150)
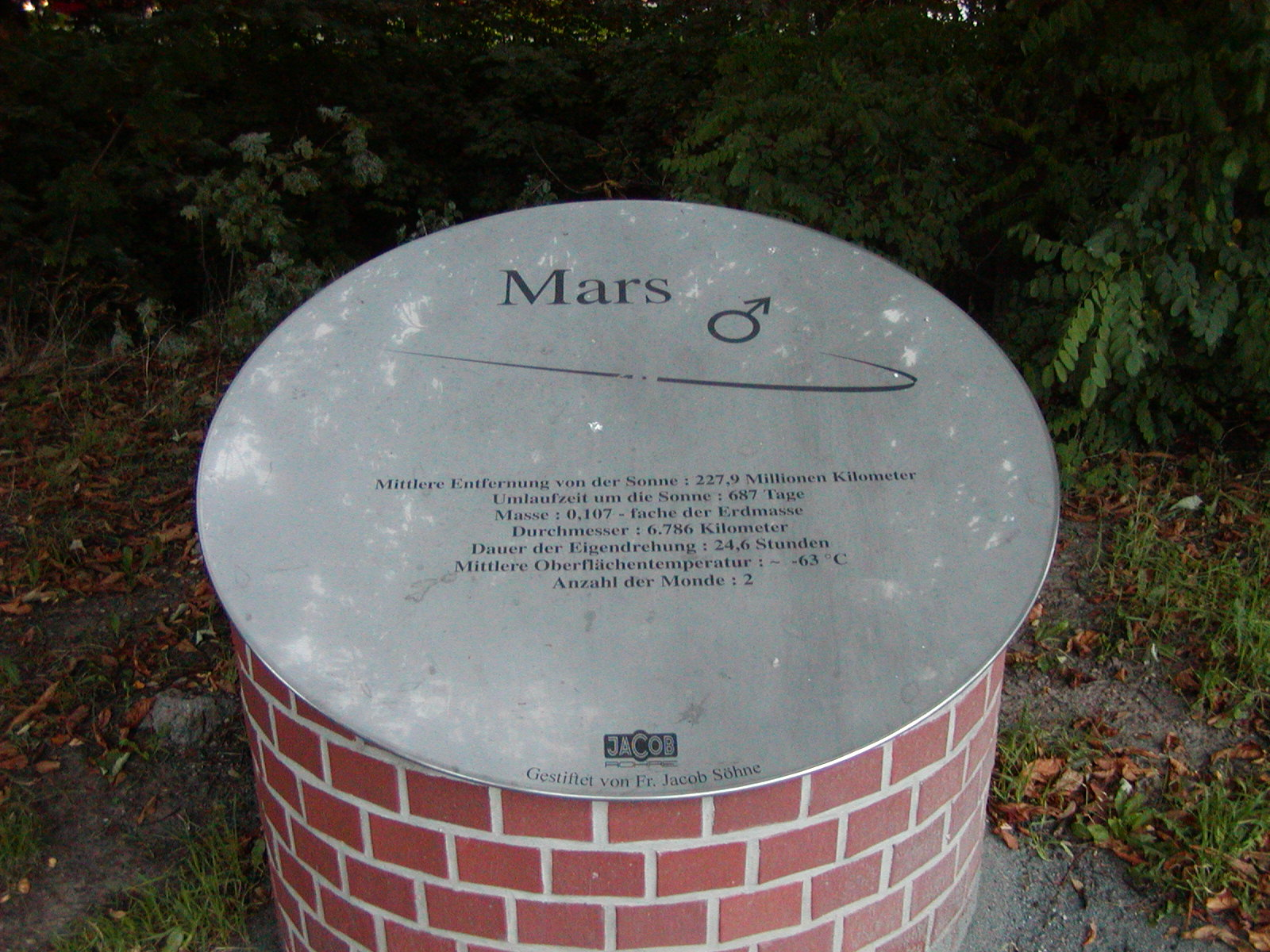
Mars (Wegstrecken km 0,228)
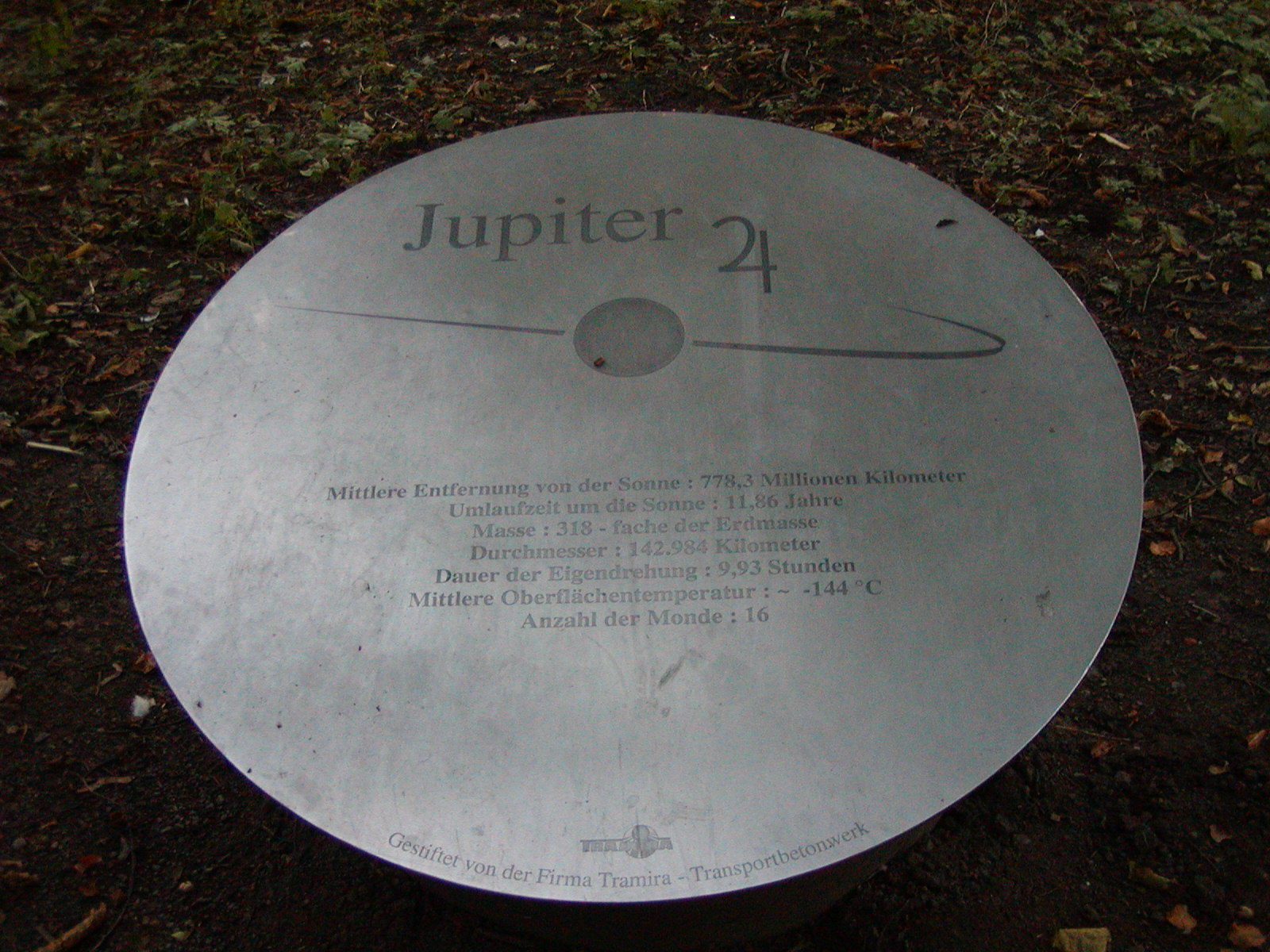
Jupiter (Wegstrecken km 0,778)
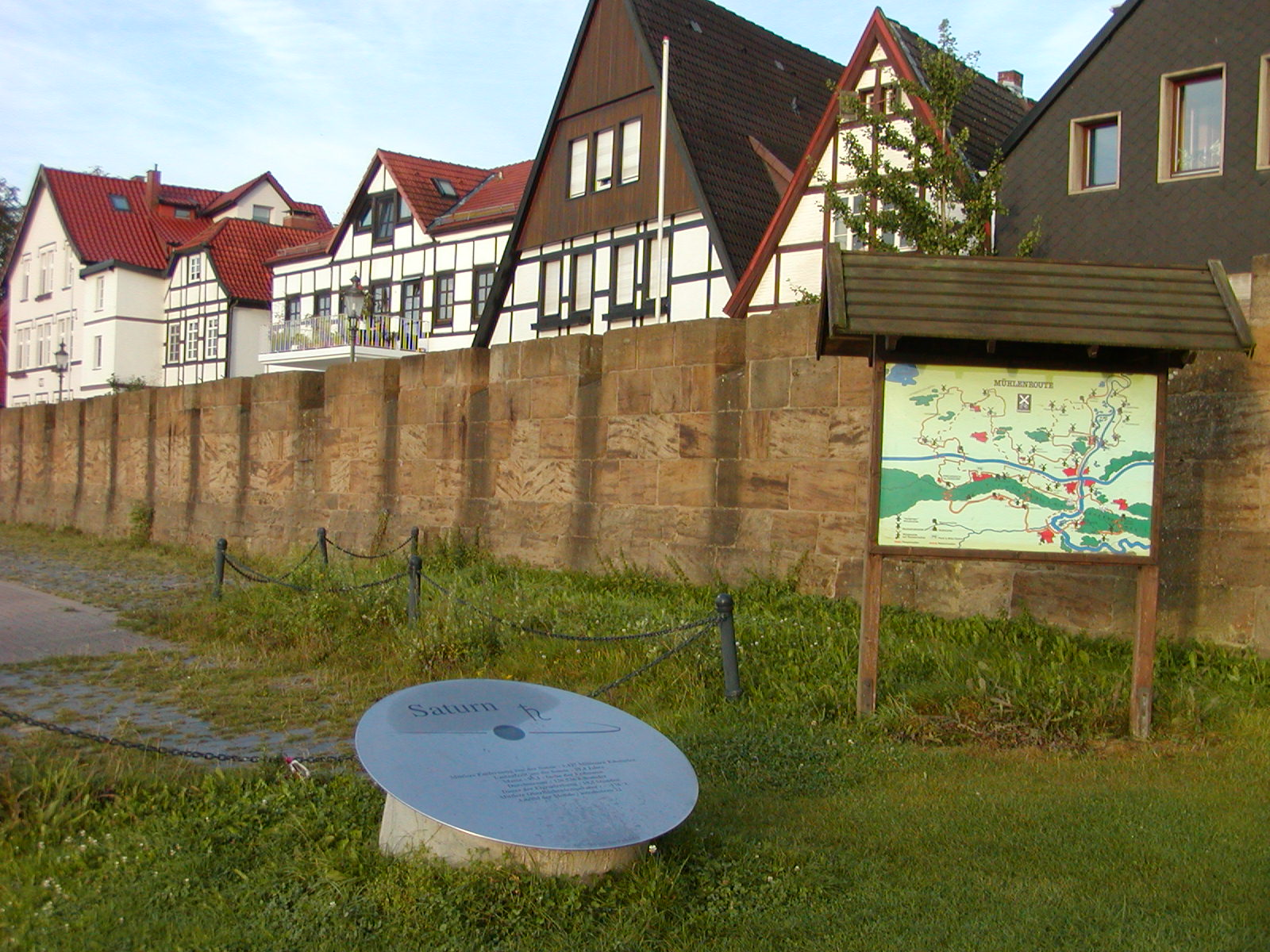
Saturn vor der Fischerstadt (Wegstrecken km 1,427)
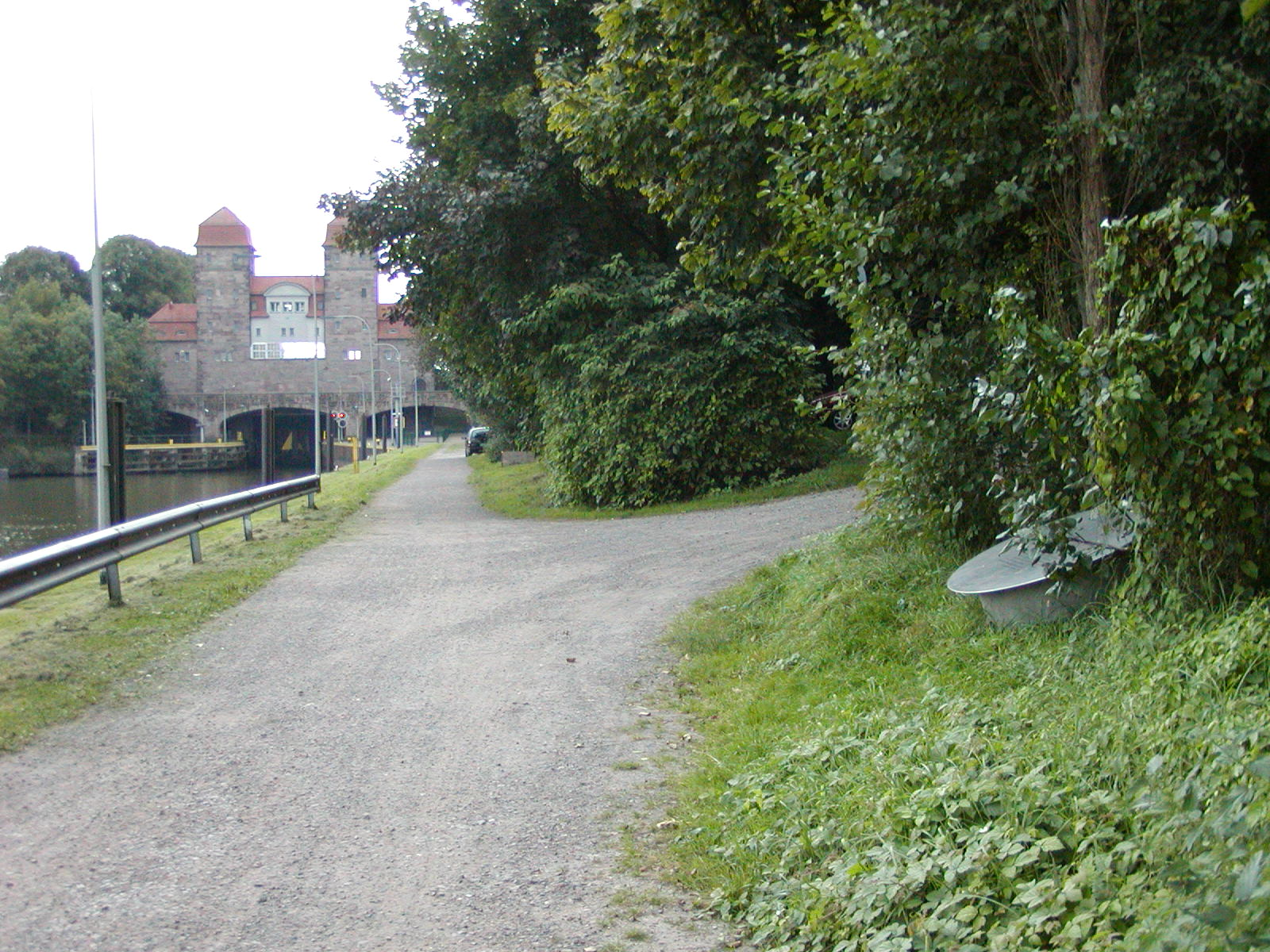
Uranus mit Blick auf Schachtschleuse
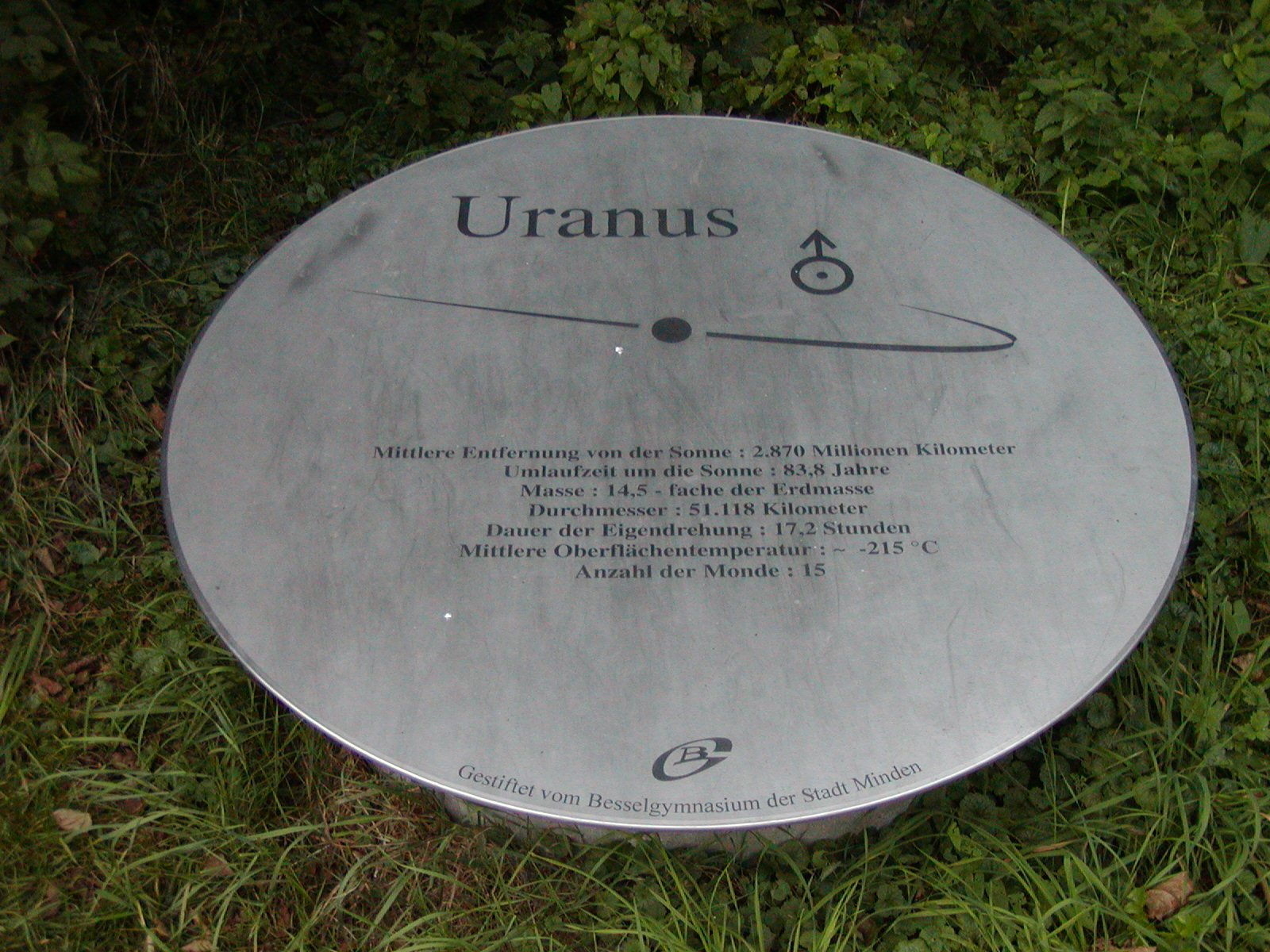
Uranus (Wegstrecken km 2,870)
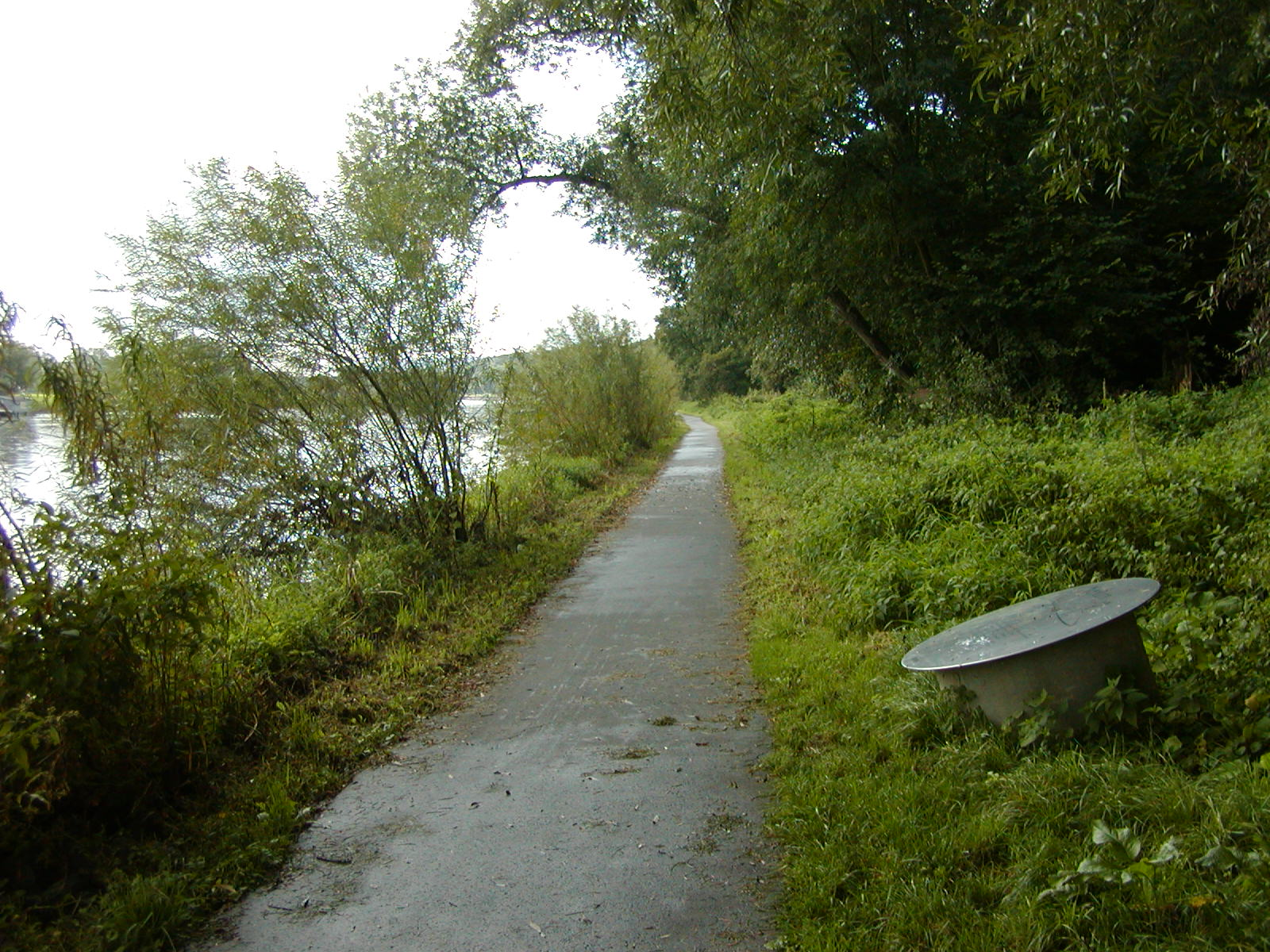
Neptun in Todtenhausen an der Weser
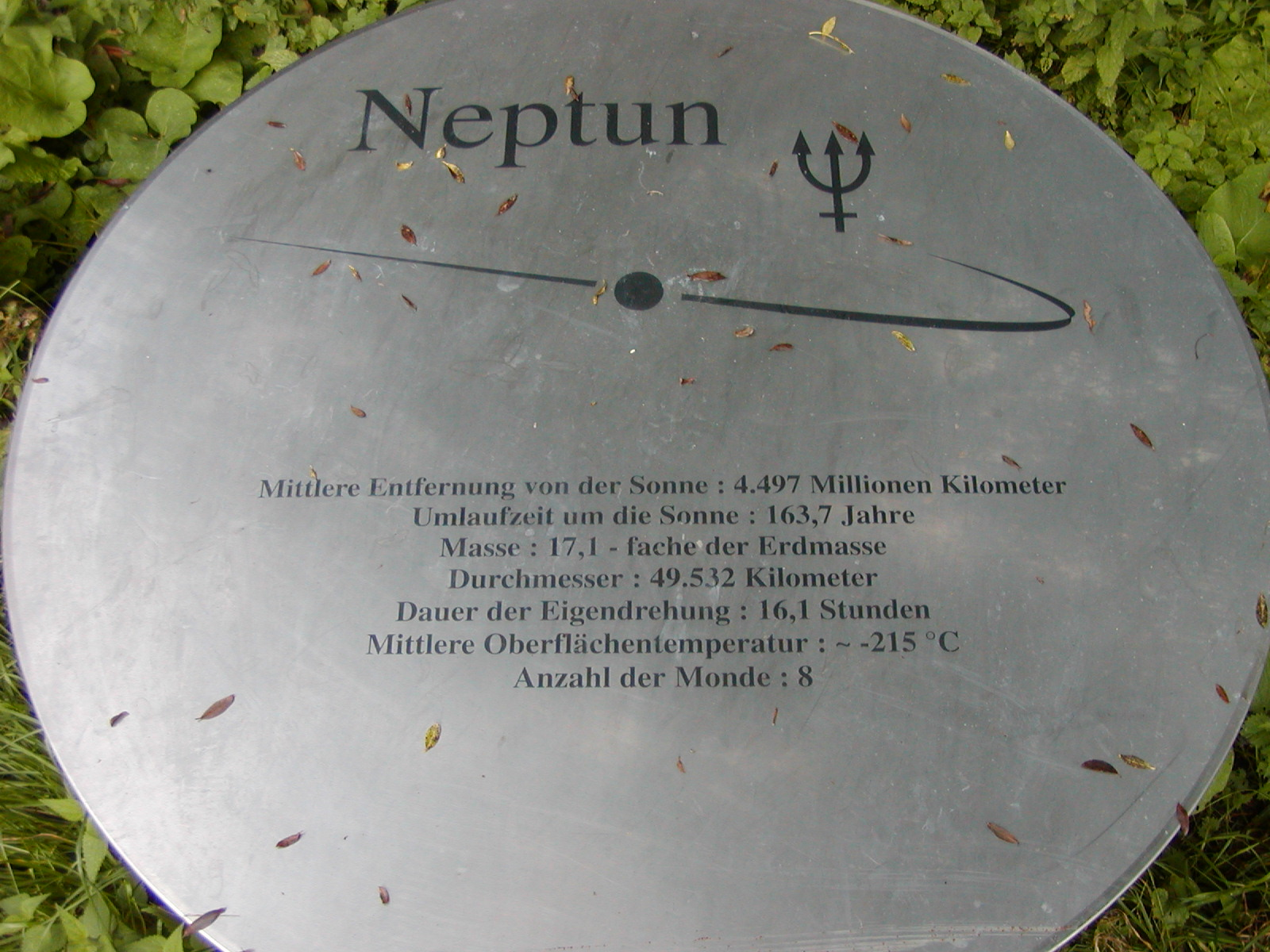
Neptun (Wegstrecken km 4,497)
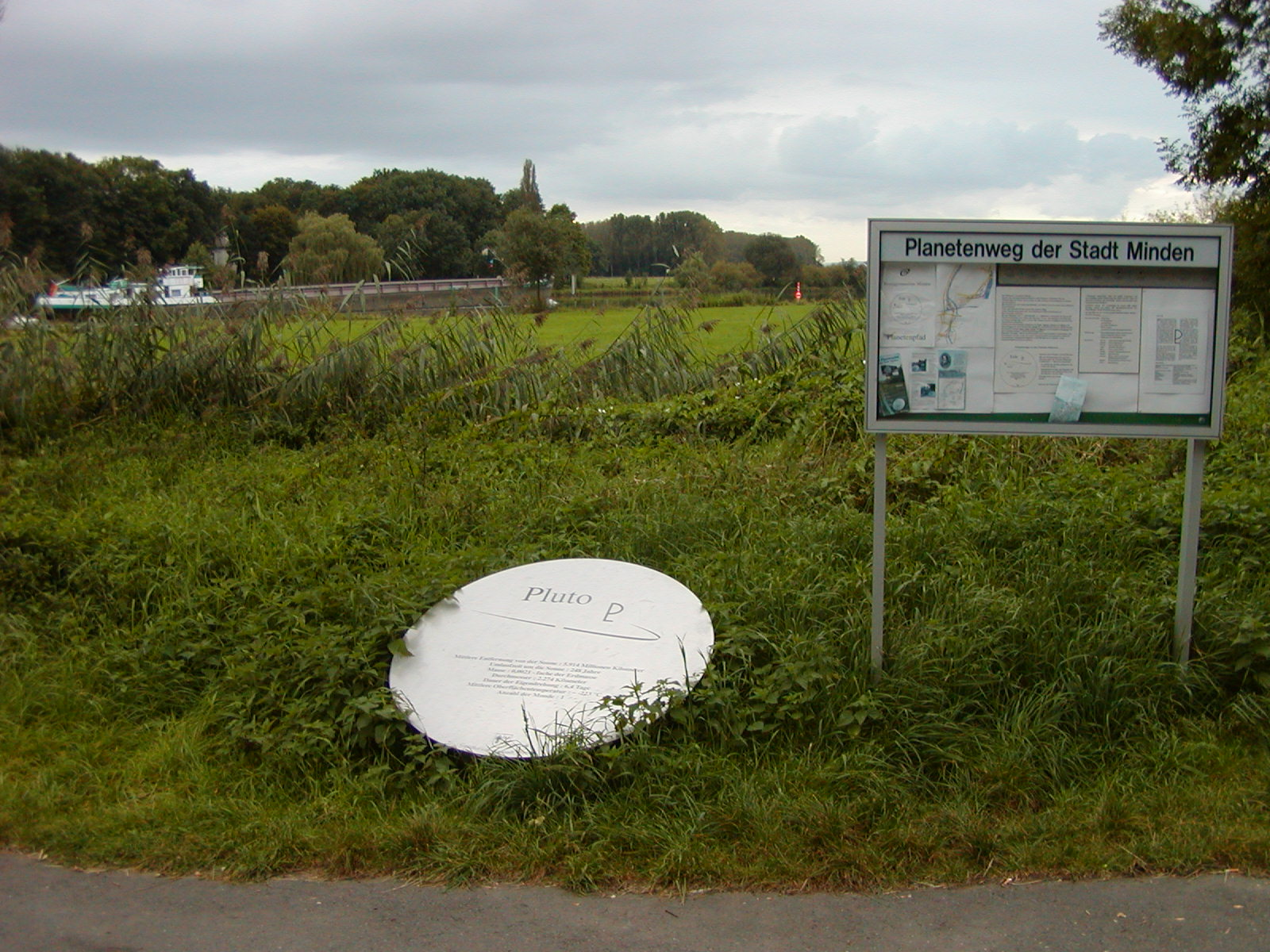
Pluto am Ende des Weges (Wegstrecken km 5,9)